# Paris-Roubaix 1987
Paris-Roubaix 1987 a fost a 85-a ediție a Paris-Roubaix, o cursă clasică de ciclism de o zi din Franța. Evenimentul a avut loc pe 12 aprilie 1987 și s-a desfășurat pe o distanță de 264 de kilometri până la velodromul din Roubaix. Câștigătorul a fost Eric Vanderaerden din Belgia de la echipa Panasonic–Isostar.

## Rezultate
| Loc | Concurent                        | Echipă                           | Timp       |
| --- | -------------------------------- | -------------------------------- | ---------- |
| 1   | Eric Vanderaerden (BEL)          | Panasonic–Isostar                | 7h 18' 03" |
| 2   | Patrick Versluys (BEL)           | AD Renting–Fangio–IOC–MBK        | +0"        |
| 3   | Rudy Dhaenens (BEL)              | Hitachi–Marc                     | +0"        |
| 4   | Jean-Philippe Vandenbrande (BEL) | Hitachi–Marc                     | +2"        |
| 5   | Edwig Van Hooydonck (BEL)        | Superconfex–Kwantum–Yoko–Colnago | +1' 54"    |
| 6   | Bruno Wojtinek (FRA)             | Vétements Z–Peugeot              | +2' 37"    |
| 7   | Marc Sergeant (BEL)              | Lotto–Merckx                     | +2' 37"    |
| 8   | Nico Verhoeven (NED)             | Superconfex–Kwantum–Yoko–Colnago | +2' 37"    |
| 9   | Bruno Leali (ITA)                | Carrera Jeans–Vagabond           | +2' 37"    |
| 10  | Martial Gayant (FRA)             | Système U                        | +3' 04"    |